# Доходный дом Де-Метца
Доходный дом профессора Г. Г. Де-Метца — доходный дом на улице Олеся Гончара в Киеве, построенный в 1911—1912 годах по проекту известного киевского архитектора Александра Васильевича Кобелева. Принадлежал декану физико-математического факультета Императорского университета Святого Владимира, председателю Киевского отделения Российского технического товарищества профессору Георгию Георгиевичу Де-Метцу.

## Архитектура

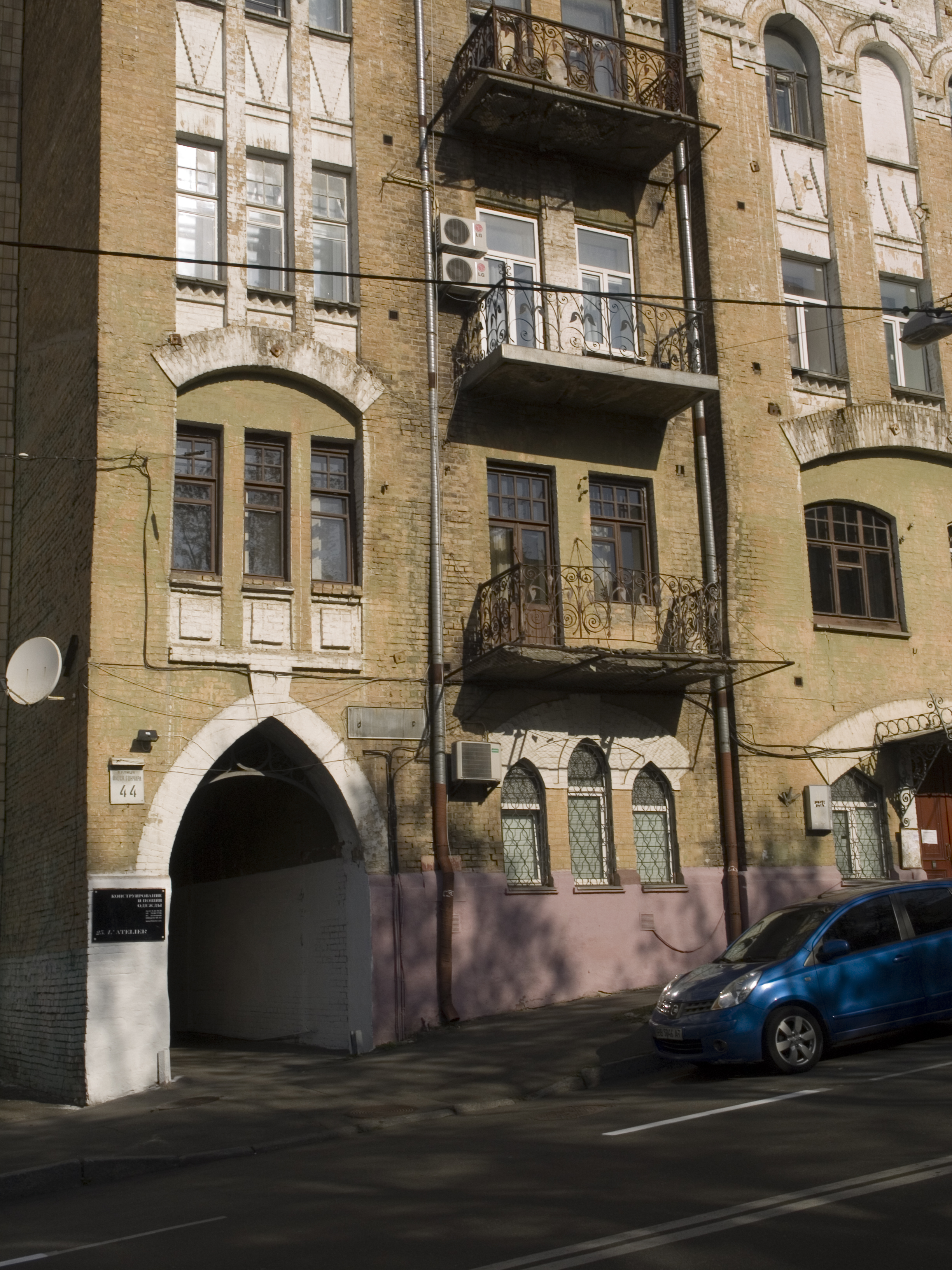
Фрагмент фасада

Доходный дом представляет собой 4-этажное кирпичное здание. Парадный фасад не симметричен. Три ризалита выступают к красной линии улицы. В центральном устроен парадный вход и парадная лестница. В правом расположена арка дворового проезда.
Авторы книги «Киев в стиле модерн» об архитектуре этого дома пишут следующее:
«Нарочитая грубоватость облика главного фасада дома профессора физики Де-Метца, подчёркнутая изящными решётками балконов, не копирует готические образцы. Хорошо узнаваемая „средневековость“ доходного дома — это фантазия архитектора Кобелева на историческую тему в духе Нового Стиля. Век спустя можно лишь догадываться, что его готические мотивы были для современников понятной художественной и литературно-исторической ссылкой. По замыслу архитектора, симметрию главного трёхчастного фасада разрушает стрельчатая арка дворового проезда и готическая башенка (не сохранилась), сонное спокойствие прямых линий уничтожает волна полукруглых окон центрального ризалита, изогнутая скоба карнизов первого этажа и острый угол высокого готического щипца».
Парадный фасад суров, и лишь геральдические лилии в металлическом плетении балконных ограждений немного смягчают рыцарскую суровость.